# Анже СКУ
СКУ Анже (на френски: Angers Sporting Club de l'Ouest, спортен клуб на запада) или просто „Анже“ е френски футболен клуб от едноименния град, департамент Мен е Лоар. Клубът е основан през 1919 г. Домакинските си мачове играе на арена „Стад Раймон Копа“. Най-високото класиране във Френския шампионат е 3-то място през 1966/67 г. Има 23 сезона във Висшата лига. През 1972/73 участва в турнира за Купата на УЕФА. От 2015/16 отборът играе в Лига 1 за пръв път от 1994 г.

## Успехи

### Национални
- Лига 1
  -  Бронзов медалист (2): 1957/58, 1966/67
- Лига 2
  -  Шампион (4): 1968/69, 1975/76 (група Б), 1977/78 (група А), 1992/93 (група А)
    -  Сребърен медал (2): 1978, 1993
      -  Бронзов медалист (1): 2014/15
- Купа на Франция
  -  Финалист (2): 1956/57, 2016/17[1]
- Купа на лигата
  -  Финалист (1): 1992
- Лятна купа
  -  Финалист (1): 1992
- Купа Шарл Драго
  - 1/2 финалист (2): 1955, 1959

### Регионални
- Бретанска футболна лига
  -  Шампион (2): 1933/34, 1966/67
- Атлантическа футболна лига
  -  Шампион (2): 2004/05, 2010/11

## Известни играчи
- Шива Н’Зигу
- Пол Ало’о
- Жорж Муйеме
- Емил Сендой
- Перица Огненович
- Фахид Бен Халфалах
- Марк Бердоль
- Стефан Брюей
- Анри Биянчери
- Жан Делофре
- Жан-Пиер Доглиани
- Казимир Гнатов
- Жан-Марк Гуйлу
- Раймон Копа
- Марсел Лонкъл
- Стив Савидан
- Андре Симони
- Стелан Нилсон
- Бошко Антич
- Милан Дамиянович
- Владица Ковачевич

## Известни треньори
- Люсиен Ледюк
- Велибор Васович